# 迪士尼互動
迪士尼遊戲和互動體驗（英語：Disney Games and Interactive Experiences）或簡稱迪士尼互動（英語：Disney Interactive），是一家美國公司，負責監督華特迪士尼公司及其子公司擁有的各種網站和互動媒體。公司曾用名為迪士尼互動工作室（Disney Interactive Studios）、迪士尼互動媒體集團（Disney Interactive Media Group）和華特迪士尼互聯網集團（Walt Disney Internet Group）。

## 外部連結
- 官方网站
- Disney.com （页面存档备份，存于）
  - Disney Family Network websites
    - Babble.com （页面存档备份，存于）
    - Spoonful.com
    - Babyzone.com